# Willa przy ul. Mazowieckiej 58 w Poznaniu
Willa przy ul. Mazowieckiej 58 – willa zlokalizowana w Poznaniu, na Sołaczu, przy ul. Mazowieckiej 58.
Dom zbudowano w 1928 r., na zlecenie kupca Władysława Gąsiorowskiego, który przybył do Poznania z kresów wschodnich w 1921 r. Zatrudniony został w Pocztowej Kasie Oszczędności. Willa ma charakter wiejskiej siedziby ziemiańskiej. Właściciel zgromadził w niej cenną kolekcję malarstwa polskiego – m.in. obrazy Jerzego Kossaka, Juliana Fałata, Teodora Axentowicza i Jacka Malczewskiego. Dodatkowo kolekcję zasilały stare cenne kilimy, dywany oraz makaty. W czasie II wojny światowej Gąsiorowscy zostali zmuszeni do opuszczenia Poznania, a cała kolekcja uległa zniszczeniu. Rodzina powróciła do miasta po wojnie, a dom odzyskała w latach 80. XX wieku (wcześniej zakwaterowano tu osoby z przydziału).